# 1222
| [ Edytuj tabelę ]                          |                                                                  |
| Książę Małopolski                          | - 1211 Leszek Biały 1227                                         |
| Książę Wielkopolski                        | - 1202 Władysław III Laskonogi 1229                              |
| Król Angkoru                               | - 1218 Indrawarman II 1244                                       |
| Król Anglii                                | - 1216 Henryk III 1272                                           |
| Król Aragonii i Walencji, hrabia Barcelony | - 1213 Jakub I Zdobywca 1276                                     |
| Książę Bawarii                             | - 1183 Ludwik I 1231                                             |
| Margrabia Brandenburgii                    | - 1220 Otto III 1267                                             |
| Książę Burgundii                           | - 1218 Hugo IV 1272                                              |
| Cesarz Bizancjum                           | - 1204 Teodor I Laskarys 1222 - 1222 Jan III Dukas Watatzes 1254 |
| Car Bułgarii                               | - 1218 Iwan Asen II 1241                                         |
| Cesarz Chin                                | - 1194 Song Ningzong 1224                                        |
| Król Cypru                                 | - 1218 Henryk I 1253                                             |
| Król Czech                                 | - 1198 Przemysł Ottokar I 1230                                   |
| Król Danii                                 | - 1202 Waldemar II Zwycięski 1241                                |
| Władca Egiptu                              | - 1218 Al-Kamil 1238                                             |
| Cesarz Etiopii                             | - 1189 Gebre Meskel 1229                                         |
| Król Francji                               | - 1180 Filip II August 1223                                      |
| Król Gruzji                                | - 1213 Jerzy IV Lasza 1222                                       |
| Hrabia Holandii                            | - 1222 Floris IV Holenderski 1234                                |
| Cesarz Japonii                             | - 1221 Go-Horikawa 1232                                          |
| Kalif                                      | - 1180 An-Nasir 1225                                             |
| Król Kastylii                              | - 1217 Ferdynand III Święty 1252                                 |
| Patriarcha Konstantynopola                 | - 1215 Manuel I Charitopul 1222 - 1222 German II 1240            |
| Władca Korei                               | - 1213 Kojong 1259                                               |
| Król Leónu                                 | - 1188 Alfons IX 1230                                            |
| Książę Litwy                               | - 1219 Dowsprunk 1238                                            |
| Cesarz Łaciński                            | - 1217 Robert de Courtenay 1228                                  |
| Kalif Maroka                               | - 1213 Abu Jusuf II 1224                                         |
| Król Nawarry                               | - 1194 Sanczo VII 1234                                           |
| Król Norwegii                              | - 1217 Haakon IV Stary 1263                                      |
| Hrabia Palatynatu                          | - 1214 Ludwik I Wittelsbach 1227                                 |
| Papież                                     | - 1216 Honoriusz III 1227                                        |
| Król Portugalii                            | - 1211 Alfons II 1223                                            |
| Sułtan Rumu                                | - 1220 Kajkubad I 1237                                           |
| Książę Rusi halickiej                      | - 1221 Mścisław II Udały 1227                                    |
| Cesarz Rzymski (niemiecki)                 | - 1220 Fryderyk II 1250                                          |
| Książę Saksonii                            | - 1212 Albrecht I 1260                                           |
| Król Serbii                                | - 1217 Stefan Nemanicz 1228                                      |
| Król Singasari                             | - 1222 Ken Angrok 1227                                           |
| Król Szkocji                               | - 1214 Aleksander II 1249                                        |
| Król Szwecji                               | - 1216 Jan I Sverkersson 1222 - 1222 Eryk XI Eriksson 1229       |
| Doża Wenecji                               | - 1205 Pietro Ziani 1229                                         |
| Król Węgier                                | - 1205 Andrzej II 1235                                           |
| Wielki mistrz zakonu krzyżackiego          | - 1209 Hermann von Salza 1239                                    |

Rok 1222 / MCCXXII
stulecia: XII wiek ~
XIII wiek ~
XIV wiek

lata: 1212 «
1217 «
1218 «
1219 «
1220 «
1221 «
1222
» 1223
» 1224
» 1225
» 1226
» 1227
» 1232

## Wydarzenia w Polsce
- 5 sierpnia – Konrad I Mazowiecki potwierdził nadanie miasta Grudziądza wraz z ziemią chełmińską biskupowi Chrystianowi mocą dokumentu łowickiego.

- Powstał w Krakowie klasztor dominikanów.
- Po raz pierwszy w źródłach pisanych pojawiła się wzmianka o Mikołowie (miasto na Śląsku blisko Katowic).
- Do podkrakowskiej wtedy Mogiły przybyli Cystersi.

## Wydarzenia na świecie
- 1 lutego – Andronik I Gidos został cesarzem Trapezuntu.
- 8 maja – Henryk VII Hohenstauf został koronowany w Akwizgranie na króla Niemiec.
- 11 maja - silne trzęsienie ziemi na Cyprze.
- 29 września – założono Uniwersytet w Padwie.

- Król Węgier Andrzej II wydał Złotą Bullę.

## Urodzili się
- 16 lutego – Nichiren Daishōnin, jeden z reformatorów buddyzmu (zm. 1282)
- 28 marca – Herman II – landgraf Turyngii (zm. 1241)
- 4 sierpnia – Richard de Clare, angielski możnowładca (zm. 1262)

- Kalawun, mamelucki sułtan Egiptu.

## Zmarli
- 1 lutego – Aleksy I Wielki Komnen, cesarz Trapezuntu (ur. 1182)
- 10 marca – Jan I Swerkersson, król Szwecji (ur. 1201)
- 23 czerwca – Konstancja Aragońska, królowa Węgier, królowa i cesarzowa Niemiec  (ur. 1179)
- 2 sierpnia – Rajmund VI z Tuluzy, hrabia Tuluzy (ur. 1156)
- 12 sierpnia – Władysław III Henryk, książę Czech (ur. 1160)
- 22 grudnia – Aldobrandino Orsini, włoski kardynał (ur. ?)
- data dzienna nieznana:
  - Bertrannus, francuski kardynał (ur. ?)
  - Teodor I Laskarys, cesarz nicejski (ur. 1174)

## Zdarzenia astronomiczne
- widoczna kometa Halleya.